# Тенасеримски мунтжак
Тенасеримският мунтжак още мунтжак на Феа (Muntiacus feae) е вид бозайник от семейство Еленови (Cervidae).

## Разпространение
Видът е разпространен в Мианмар и Тайланд.